# 本間正義 (経済学者)
本間 正義（ほんま まさよし、1951年5月2日 - ）は、日本の経済学者。専攻は農業経済学。アジア成長研究所特別教授、東京大学名誉教授。アイオワ大学博士（Ph.D.）。

## 経歴
山形県新庄市出身。5歳で小国町に移転、11歳に父の死で上京する。東京都立青山高等学校では激しい学生運動により学校閉鎖となり、その期間に北海道での研修旅行を行い、農業実習の経験から志望を固めた。1974年帯広畜産大学畜産学部卒業。1976年東京大学大学院農学系研究科修士課程修了。1982年アイオワ大学大学院経済学研究科博士課程修了。
1983年東京都立大学経済学部助手、1985年小樽商科大学商学部助教授、1991年同教授、1996年成蹊大学経済学部教授、東京大学農学部教授、西南学院大学経済学部教授を経てアジア成長研究所特別教授。東京大学名誉教授。
2010年度日本農業経済学会会長。日本国際フォーラム政策委員。
行政改革委員会の規制緩和小委員会のメンバーで農業などの規制緩和に取組んでいる。

## 学会活動
- 2003年8月 International Association of Agricultural Economists 学会誌編集委員
- 2006年4月 日本農業経済学会 常任理事（英文学会誌編集委員長）
- 2010年3月 日本農業経済学会 会長

## 著書
- 『農業問題の政治経済学―国際化への対応と処方』（1994年、日本経済新聞社）
- 『現代日本農業の政策過程 (総合研究　現代日本経済分析 3)（2010年、慶應義塾大学出版会）
- 『農業問題: TPP後、農政はこう変わる』（2014年、ちくま新書）

## 共著
- 『国際比較からみた日本農業の保護水準』速水佑次郎共著（1983年、政策構想フォーラム）
- 『農業問題の経済分析 (シリーズ・現代経済研究)』奥野正寛共著（1998年、日本経済新聞社）

## メディア出演

### テレビ出演番組
- NHK 日曜討論『コメ・野菜価格高騰「食」をどう守る』（2025年3月2日）
- NHK 日曜討論『どうなる日本農業』（2015年10月18日）
- BSフジ プライムニュース『林芳正農水相と未来像　ニッポン農業の正念場』（2015年7月2日）
- NHK 日曜討論『農協改革・TPP“農業再生”の道筋』(2015年4月5日)
- NHK クローズアップ現代『シリーズ　変わる農業　“味と質で勝負　ニッポン農業に勝機あり”』（2011年3月9日）

### ラジオ出演
- NHKラジオ「夕方のニュース」『TPP大筋合意　農業への影響と対策は』（2015年10月19日）